# Ян Улоф Екгольм
Ян Улоф Екгольм (швед. Jan-Olof Ekholm; 20 жовтня 1931 — 14 січня 2020) — шведський письменник, автор численних детективів та книг для дітей.

## Біографія
Народився 1931 року в провінції Даларна.
Незважаючи на колосальний успіх казки про дружбу лисиць і курей, що витримала кілька перевидань в Швеції та інших країнах, Екгольм довгий час працював тільки в жанрі детектива. 1975 року він був обраний головою Шведської академії детектива (швед. Svenska Deckarakademins). 1977 року став одним із засновників Асоціації детективних письменників Стокгольма (швед. Föreningen Kriminalförfattare i Stockholm) і був її членом до 2002 року. Написав декілька дуже успішних романів. За книгу «Вбивство в Молдарені» (1979) був удостоєний найвищої нагороди Асоціації детективних письменників Стокгольма.
В останні роки письменник знову звернувся до дитячої літератури. У 2005—2008 роках він випустив серію повістей для школярів про пригоди хлопчика Лассе, що допомагає батькові-поліцейському розслідувати злочини.

## Твори
- Ditt och Datt i urskogen 1950 (дитяча література)
- Ditt och Datt på Måfå 1958 (дитяча література)
- Korvresan 1964 (дитяча література)
- Hurra för Ludvig Lurifax 1965 (дитяча література)
- Fröken Ståhl, alla bovars skräck 1966 (дитяча література)
- Fröken Ståhl och kungens krona 1967 (дитяча література)
- Sista resan-Mord! 1968
- Tut-tut här kommer ligan 1968 (дитяча література)
- Pang, du är dö 1969
- Järnvägar, sa fröken Ståhl 1969 (дитяча література)
- Död i skönhet 1970
- Döda vänner, trogna grannar 1971
- Makalöst mord 1972
- Dött lopp 1973
- Förledande lik 1974
- Döden passerar revy 1975
- Med några väl valda mord 1976
- Bita i gräset 1977
- Kung ur leken 1978
- Mälarmördaren 1979
- Ett avslutat kapitel 1980
- Den tiden-den sorgen 1981
- Dödare kan ingen vara 1982
- Ljuta kanal-döden 1983
- Stark såsom döden 1984
- Här är din död 1985
- Mördarens nya kläder 1986
- Död mans epistel 1987
- Jag och Palmemordet 1988
- Sörjd och saknad 1990
- Avskedsbrev i hjärtlös ton 1991
- Brev med svarta kanter 1992
- Jobspost 1993
- Tyst i klassen 1994
- Fredag mörda söndag 1995
- Mannen down under 1996
- Död mans hand 1997
- Deckargåtor 1998
- Tomten till salu 1998
- Dödliga misstag 1999
- Nedräkningen 1999
- Jakten på plåttermoset 2000
- Bra jobbat, grabben 2002
- Expressbladet 2002
- Vindens bröder 2003
- Det var som katten, grabben 2003
- Död i dyn 2004
- Blixt och dunder, grabben 2004
- Nära ögat, grabben 2005

## Видання українською мовою
- Екгольм Я. Людвігові Чотирнадцятому — ура! — К. : Веселка, 1989. (переклала Галина Кирпа)
- Екгольм Я. Людвігові Хитрому — ура, ура, ура! — Л. : Видавництво Старого Лева, 2009. (переклала Галина Кирпа)
- Екгольм Я. Людвіґу Прехитрому — ура-ура-ура! — Х. : Видавничий дім Школа, 2015 (переклад Тетяна Вакуленко)